# Henry Cormeau

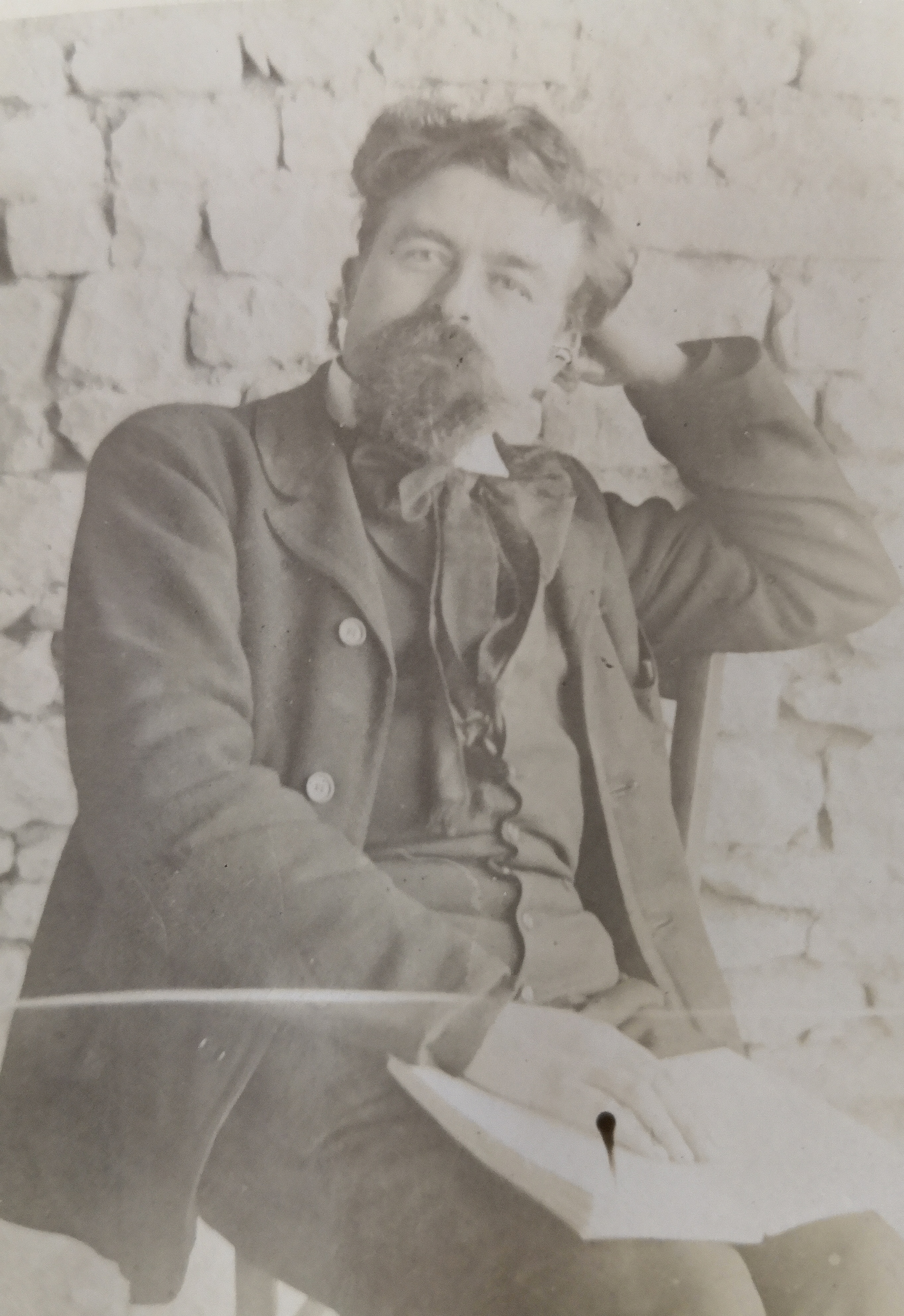
Henry Cormeau rond 1920

Henry Cormeau (Beaupréau, 21 januari 1866 — Seiches-sur-le-Loir, augustus 1929) was een Frans dichter en schrijver. Hij schreef zijn bekendste werken aan het begin van de twintigste eeuw. Zijn magnum opus, Terroirs mauges, is gesitueerd in de landstreek de Mauges en werd in 1921 genomineerd voor de Prix Goncourt.

## Biografie
Henry Cormeau was een zoon van Euphèmie Marie Lasne en messenmaker Henri René Cormeau. Naast schrijver werd hij kantonrechter en drukker. Hij huwde Marie Gautron; hun zoontje stierf in 1896 op tweejarige leeftijd. Zijn vrouw overleed in 1902. Cormeau huwde vervolgens Suzanne Sourice — liefkozend ‘Mie-Zette’ genoemd.
Als schrijver en dichter ontwikkelde Cormeau zich tot folklorist van de Anjou en was daarmee op dit gebied een wegbereider voor de surrealist Julien Gracq. In 1909 kwam Terroirs mauges uit in een beperkte oplage van 60 boeken. Het traditionalistische manuscript ervan werkte Cormeau verder uit en verscheen opnieuw in 1912 met toevoeging van de ondertitel miettes d'une vie provinciale  (kruimels van een provinciaals leven). Opmerkelijk is dat hij het volgende jaar samen met pianist Arthur Metzner een liederencyclus uitgaf met vijftien oude chansons uit de Anjou. Daarna publiceerde hij in 1922 een studie naar de fonetiek van de Bas-Anjou en de Vendée angevine: L'Accent de chez nous : essai d'une phonétique du Bas-Anjou (Het accent van bij ons). In het jaar van zijn overlijden verscheen zijn laatste werk La Boîte aux papillons, chronique d'un deuil (1925 et 26), waarvan de ondertitel (kroniek van een rouwproces) de emotionele lading weergeeft, mogelijk geput uit eigen ervaring.

## Werken
poëzie
- Le Temps d'amour, poésies et impressions (1883-1888) (1889)
- Les Lundis de la campagnarde, poésie (19..)

proza
- Humanités, l'Imagerie aux chimères (1906)
- Terroirs mauges (1909)
- Terroirs mauges, miettes d'une vie provinciale (1912)
- Le Mal joli (1920)
- L'Accent de chez nous, essai d'une phonétique du Bas-Anjou (1922)
- Histoires de Margot-la-Bossue (1925)
- Mauges d'automne, Seiches-sur-le-Loir (1925)
- La Boîte aux papillons, chronique d'un deuil (1925 et 26) (1927)[2]

liedjes
- 15 vieilles chansons Angevines, (15 oude liederen uit de Anjou), uit de Terroirs Mauges première série; bladmuziek gedrukt door Henry Cormeau, transcriptie met pianobegeleiding van Arthur Metzner (1913)

- International Standard Name Identifier: 0000 0000 2785 148X
- Library of Congress Control Number: n86855977
- Système universitaire de documentation: 078070341
- Virtual International Authority File: 514